# STS-76
STS-76 (ang. Space Transportation System) – misja amerykańskiego wahadłowca Atlantis na rosyjską stację kosmiczną Mir. Był to szesnasty lot promu Atlantis i siedemdziesiąty szósty  programu lotów wahadłowców.

## Załoga
źródło
- Kevin Chilton (3)*, dowódca (CDR)
- Richard Searfoss (2), pilot (PLT)
- Linda Godwin (3), specjalista misji (MS3)
- Michael „Rich” Clifford (3), specjalista misji (MS2)
- Ronald Sega (2), specjalista misji (MS1)

## Przywieziony członek załogi Mira
- Shannon Lucid (5), specjalista misji (MS4)

(liczba w nawiasie oznacza liczbę lotów odbytych przez każdego z astronautów)

## Parametry misji
- Masa:
  - startowa orbitera: 111 740 kg[2]
  - lądującego orbitera: 95 396 kg[2]
  - ładunku: 6753 kg[2]
- Perygeum: 389 km
- Apogeum: 411 km
- Inklinacja: 51,6°
- Okres orbitalny: 92,5 min

## Cel misji
Trzeci lot wahadłowca na rosyjską stację kosmiczną Mir, gdzie pozostawiono astronautkę Shannon Lucid w celu realizacji wielomiesięcznej misji. Na module cumowniczym zainstalowana zestaw eksperymentów MEEP.
- Połączenie ze stacją Mir: 24 marca 1996, 02:34:05 UTC
- Odłączenie od stacji Mir: 29 marca 1996, 01:08:03 UTC
- Łączny czas dokowania: 4 dni, 22 godz., 33 min, 58 s

## Spacer kosmiczny
- EVA (26 marca 1996, 6 godz. 3 min): L. Godwin, M. Clifford.